# 제온 파이

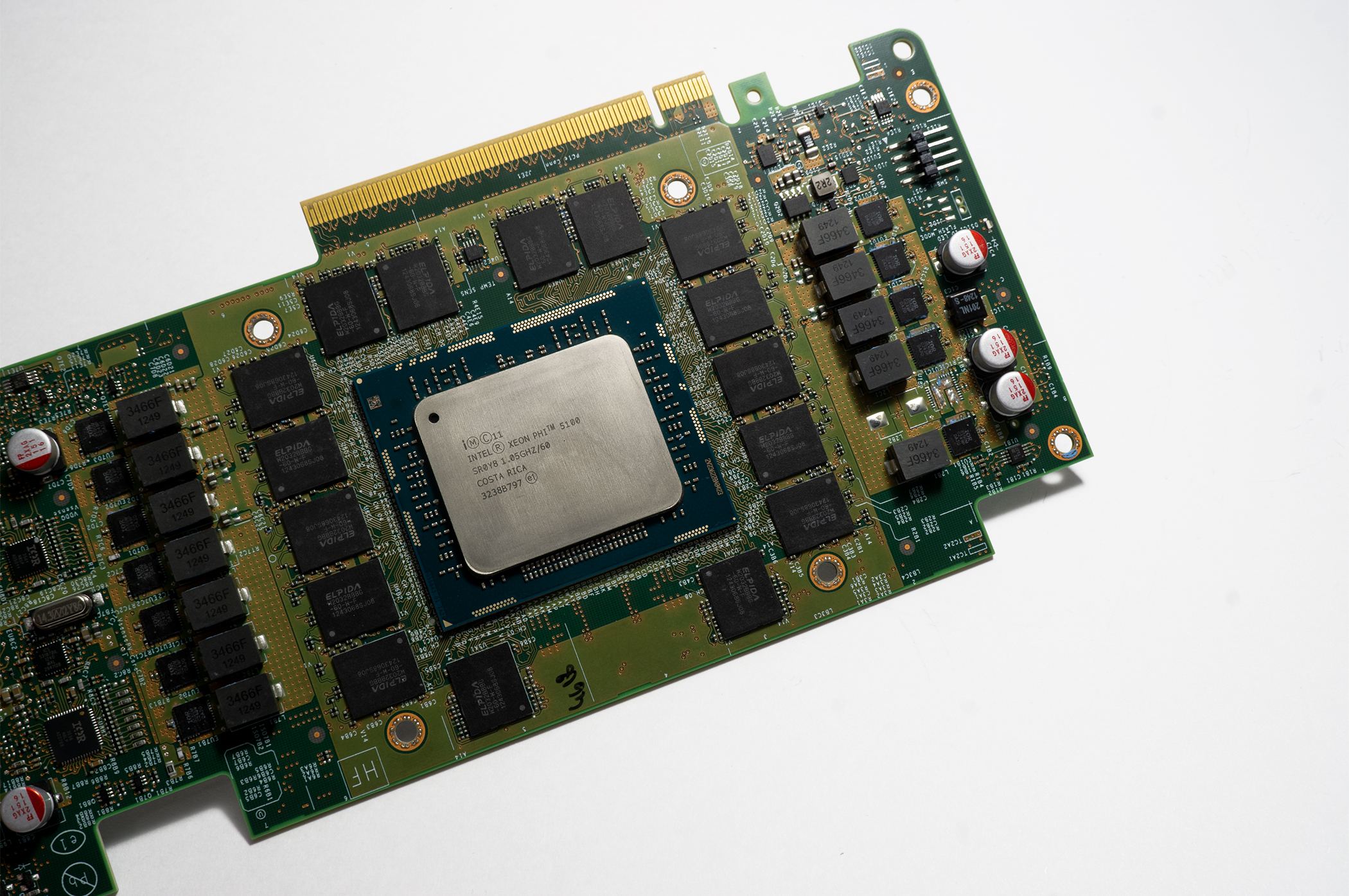
제온 파이

제온 파이(Xeon Phi)는 인텔이 설계, 제조, 판매하는 주/보조 프로세서이다.
이 제품은 MIC(Many Integrated Core) 아키텍처를 사용하는데, 이것은 고성능 컴퓨팅을 위한 인텔의 새로운 아키텍처로서 x86 명령어 집합을 지원한다. 그래픽 카드용 라라비 프로젝트와 48개 코어가 집적된 싱글 칩 클라우드 컴퓨터의 연구결과로 개발되었다. 소프트웨어 개발용 플랫폼으로서 나이츠 페리가 2010년 하반기부터 가용되었으며 첫 상용제품은 22nm 공정기술 기반으로한 나이츠 코너로 예상된다.

## 역사
| 코드명                      | 기술  | 비고                                            |
| --------------------------- | ----- | ----------------------------------------------- |
| 나이츠페리(Knights Ferry)   | 45 nm | PCIe 카드 형태                                  |
| 나이츠코너(Knights Corner)  | 22 nm | P54C 기원. "제온 파이"로 발표된 첫 장치.        |
| 나이츠랜딩(Knights Landing) | 14 nm | 실버몬트/에어몬트 (인텔 아톰)에서 기원 AVX-512  |
| 나이츠밀(Knights Mill)      | 14 nm | 나이츠랜딩과 거의 흡사하지만 딥 러닝에 최적화됨 |
| 나이츠힐(Knights Hill)      | 10 nm | 취소됨                                          |

## 같이 보기
- 나이츠 페리
- 나이츠 코너
- 싱글 칩 클라우드 컴퓨터
- 라라비
- 마이크로아키텍처
- 코어 마이크로아키텍처
- 넷버스트 마이크로아키텍처
- 네할렘 마이크로아키텍처
- 샌디 브리지 마이크로아키텍처
- 해스웰 마이크로아키텍처